# Schwungrad

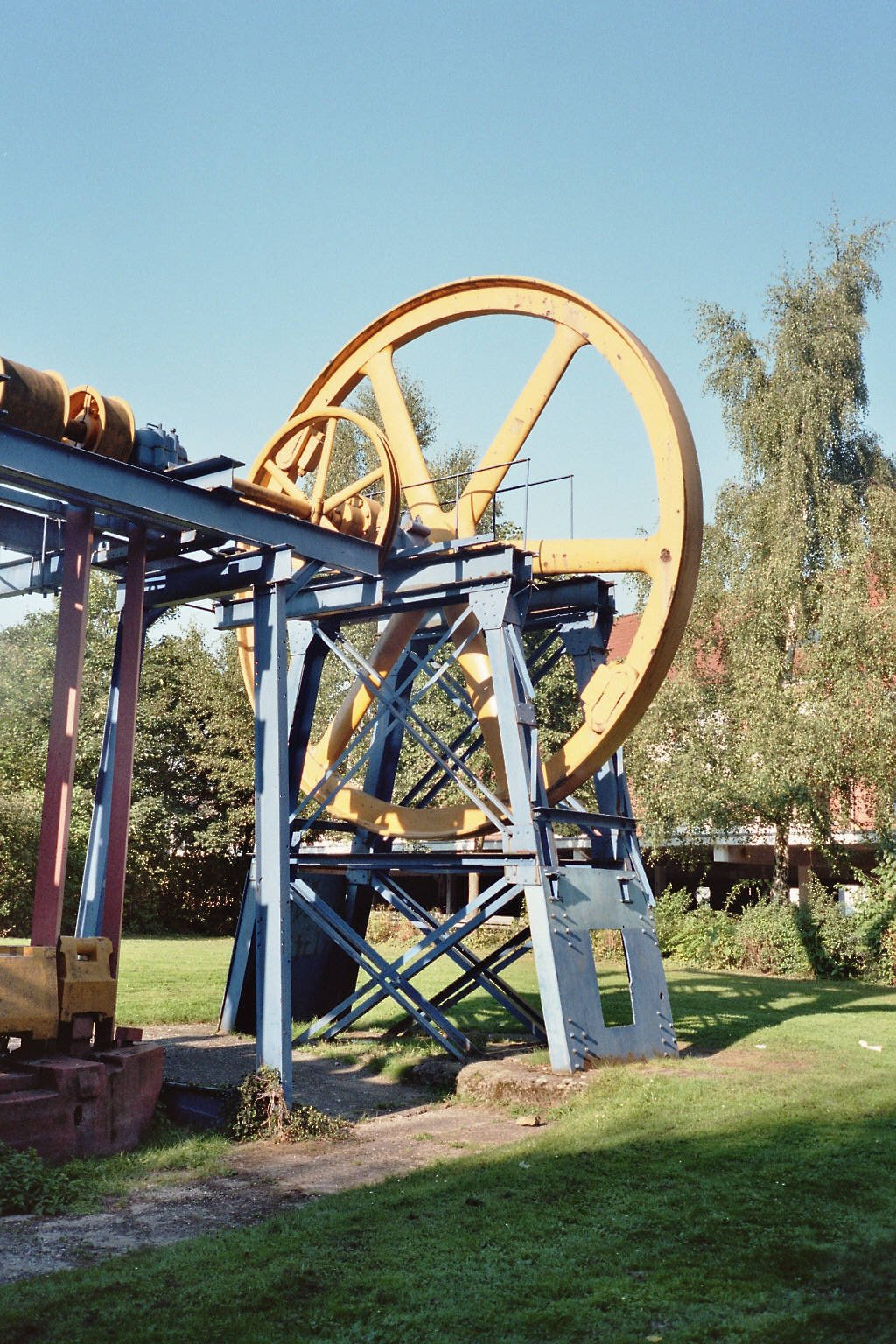
Schwungrad einer Gesenkschmiede

Ein Schwungrad (auch als Schwungmasse bezeichnet) ist ein Maschinenelement. Es wird unter anderem als Energiespeicher kinetischer Energie (Rotationsenergie und Masseträgheit) genutzt, indem seine Drehbewegung (Rotation) mit möglichst geringem Reibungsverlust zur Verwendung im Bedarfsfall gespeichert wird; Details siehe Schwungradspeicherung.
Bei Kurbeltrieben wird die Schwungmasse eingesetzt, um Schwingungen auszugleichen sowie um den oberen und den unteren Totpunkt ruckfrei zu überwinden.
Außerdem werden Schwungräder zur Lagestabilisierung von Satelliten (Drallstabilisierung, Drallrad) und Flugzeugen (Kreiselkompass) sowie in Spielzeug-Kreiseln genutzt.
Ein Schwungrad speichert die Rotationsenergie {\displaystyle W_{k}}:
{\displaystyle W_{k}={\frac {1}{2}}J\omega ^{2}}
mit seinem Trägheitsmoment {\displaystyle J} bei der Winkelgeschwindigkeit {\displaystyle \omega }. Das Trägheitsmoment wird durch den Aufbau des Schwungrades bestimmt: je massereicher das Schwungrad und je größer sein Durchmesser, desto größer sein Trägheitsmoment.

## Anwendungen

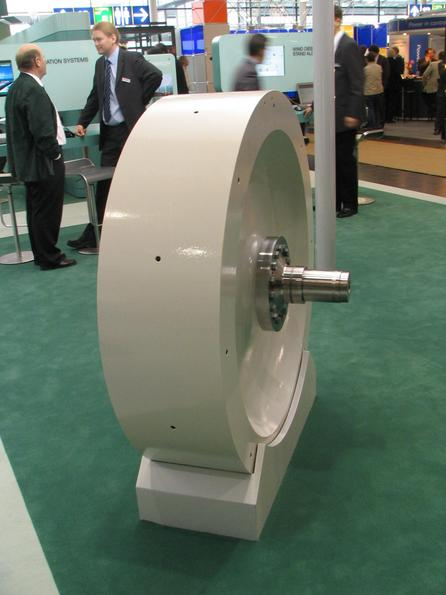
Industrielles Schwungrad auf einer Messe

### Energiespeicherung

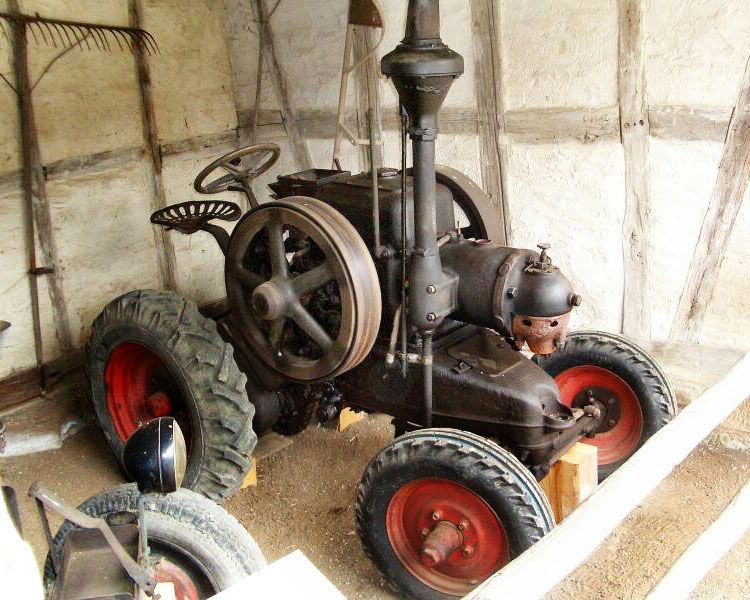
Schwungrad bei einem Glühkopfmotor

Anwendungen liegen unter anderem bei Hubkolbenmotoren, insbesondere bei 1-Zylinder-Viertaktmotoren. Diese haben nur bei jeder vierten halben Umdrehung einen Arbeitstakt, der Energie über die Kurbelwelle an den Abtrieb leitet. In den restlichen drei Takten benötigen sie Energie, um die Drehbewegung aufrechtzuerhalten und die Verbrennungsluft zu verdichten. Die Energie des Arbeitstaktes wird im Schwungrad zwischengespeichert und danach laufend wieder abgegeben.
Einfachste kleine Spielfahrzeuge kommen ohne Federspeicher aus und fahren allein mit Schwungradantrieb typisch 3 m weit. Das Schwungrad besteht aus 1 bis 3 gestanzten kreisrunden Scheiben mit 2 bis 4 cm Durchmesser, aus 1 bis 2 mm starkem Eisenblech, gelocht aufgepresst auf eine Stahlachse, die in Blech oder Plastik gelagert ist.
Eine weitere Anwendung stellen Schwungrad-Speicherkraftwerke in modularer Bauweise zum Ausgleich bei plötzlichem Mehrbedarf in Stromnetzen dar. Zur Speicherung wird ein Schwungrad mittels eines Elektromotors angetrieben und die Energie in Form von Rotationsenergie für die Energieabgabe im Minutenbereich vorgehalten.
Beim Fusions-Experiment ASDEX Upgrade werden Schwungrad-Generatoren von bis zu 220 Tonnen Masse verwendet, die über eine halbe Stunde geladen werden und über rund 10 Sekunden zwischen 100 und 400 MW abgeben.
Auf der norwegischen Insel Utsira wurde 2004 ein autarkes Stromnetz errichtet, in dem ein 5-kWh-Schwungradspeicher kurzfristige Stromschwankungen ausgleicht.
Die Schwungmasse aller in der Netzstromproduktion (synchron) laufenden Turbinen und Generatoren haben eine Bedeutung für die Stabilisierung der Netzfrequenz über einige Sekunden. In großen Maschinen, wie Schmieden, geben Schwungräder Energie innerhalb eines kleinen Bruchteils der Taktperiode ab. Mit der geringer werdenden Zahl an konventionellen Kraftwerken mit großen Turbinen werden teilweise spezielle Schwungräder zur Stabilisierung der Netzfrequenz eingesetzt, so beispielsweise am Kraftwerk Moneypoint in Irland. Dort wurde 2022 ein 4 × 2 m großes 120 Tonnen Schwungrad installiert, das mit 3000 U/min rotiert. Dieses kann eine Energie von 4 Gigawattsekunden bereitstellen, um das Netz bei kurzfristigen Laständerungen über einige Sekunden zu stabilisieren.

### Lagestabilisierung
Rotierende Schwungräder lassen keine Winkelveränderungen ihrer Achse zu. Das dient zur Stabilisierung z. B. in Kreiselkompassen für Schiffe und den als Drallrad bzw. Trägheitsrad bezeichneten Vorrichtungen in Satelliten.

### Drehungleichförmigkeit, Drehschwingungen
Bei vielen dynamischen Prozessen an Maschinen treten Drehungleichförmigkeiten (Schwankungen der Winkelgeschwindigkeit) auf. Diese entstehen durch periodisch auftretende Drehmomente und können zu Drehschwingungen (=Torsionsschwingungen) führen. Schwungräder vermindern durch ihre Massenträgheit die Drehungleichförmigkeit, indem sie bei Beschleunigung Energie aufnehmen und bei Verzögerung wieder abgeben. Die Drehungleichförmigkeit ist dadurch geringer. Von Nachteil ist, dass eine große Masse in Bewegung gesetzt werden muss, welche bei Fahrzeugen Zusatzgewicht bedeutet. Daher wird meist versucht, die Ungleichförmigkeit gering zu halten (beispielsweise bei Verbrennungsmotoren durch mehrere Zylinder) oder die Drehschwingung selbst auf andere Arten zu verringern (Schwingungsdämpfung).
Ein Schwingungsdämpfer besteht aus einer Schwungmasse und einem dämpfenden Element (beispielsweise Öl oder Gummi), das die schwingungsdämpfenden Kräfte zwischen Schwungmasse und zu dämpfendem Bauteil überträgt. Der schwingende Teil „stützt“ sich sozusagen über ein dämpfendes Element auf der ruhiger laufenden Schwungmasse ab. Das dämpfende Element wandelt dabei Bewegungsenergie in Wärme um und entzieht damit dem schwingenden Bauteil die Bewegungsenergie (Schwingungsenergie).
Zur Schwingungsdämpfung (eigentlich: Amplituden-Verringerung) erstmals eingesetzt wurde ein Schwungrad bei dem Motor des BMW-Motorrads BMW R 69 S ab Baujahr 1960, um die zuvor häufig auftretenden Kurbelwellenbrüche infolge von Schwingungen bei dem hochbelasteten Motor zu verhindern. Hier sorgte ein kleines Schwungrad auf der der Kupplung gegenüberliegenden Seite vorn am Motor für eine geringere Drehungleichförmigkeit des schwingungsfähigen Systems Kurbelwelle-Schwungrad-Kupplung.
Eine ähnliche Sonderform des Schwungrades im Pkw bildet das sogenannte Zweimassenschwungrad. Hier wird durch den Einsatz einer Primär – und einer Sekundärschwungmasse mit dazwischenliegendem elastischem Element die Übertragung von Motorschwingungen auf den restlichen Antriebsstrang stark reduziert (beispielsweise Getriebeleerlaufrasseln). Primär- und Sekundärschwungmasse sind durch ein genau abgestimmtes Feder-/Dämpfersystem voneinander getrennt. Die getriebeseitige Schwungmasse (Sekundärschwungmasse) ist schwerer als die motorseitige Schwungmasse (Primärschwungmasse). Das Massenträgheitsmoment des Getriebes wird hierdurch erhöht, wodurch die Ungleichförmigkeit besonders bei niedrigen Drehzahlen stark vermindert wird. Die Torsionsschwingungserregung, die auf den Antriebsstrang wirkt, wird stark reduziert.
Die Unruh der mechanischen Uhr stellt im Zusammenwirken mit der Spiralfeder einen Drehschwinger dar, dessen Periodendauer eine hohe Konstanz (Isochronismus) aufweist.

## Geschichte

### Altertum und Mittelalter

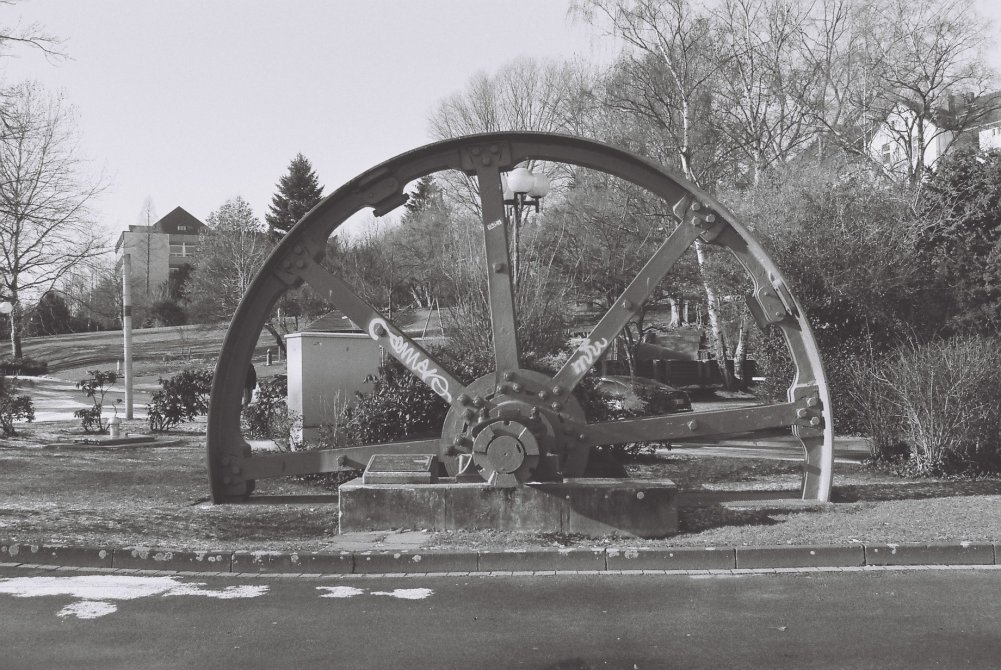
Historisches Schwungrad eines Walzwerkes

Schon im Altertum wurde die Massenträgheit in Form rotierender Massen genutzt. Spinnwirtel aus Ton oder Stein sind seit dem frühen Neolithikum belegt, z. B. in Achilleion. Auch bei Töpferscheiben wurden einfache Schwungräder verwendet, um ein dauerhaftes, unterbrechungsfreies und gleichmäßiges Drehen zu gewährleisten.
Im Mittelalter hatten hölzerne Schwungräder bereits Drehzahlen von rund 100 Umdrehungen in der Minute und konnten die Rotation zum Teil über mehrere Minuten aufrechterhalten. Das Schwungrad als generelles Maschinenelement zur Speicherung kinetischer Energie findet sich erstmals in den De diversibus artibus (Über verschiedene Künste) des Theophilus Presbyter (ca. 1070–1125), der es bei mehreren seiner Maschinen verwendete.

### Neuzeit

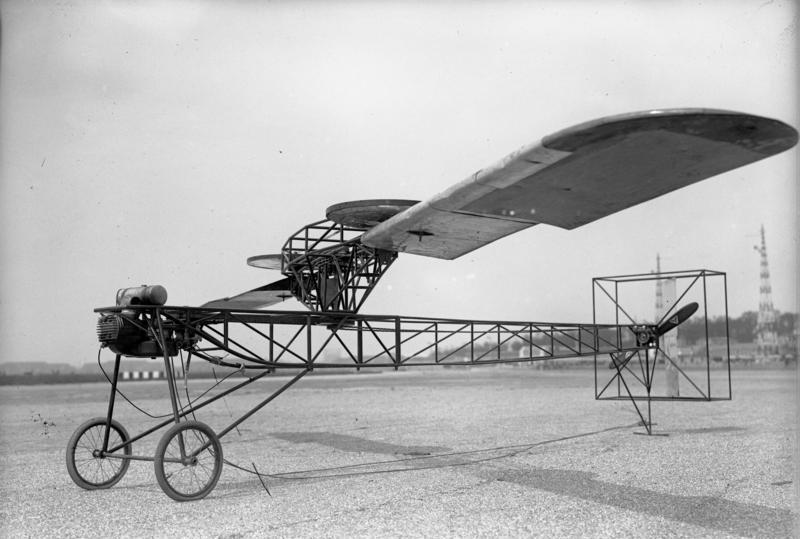
Modell des Zaschka-Hubschraubers von 1928. Die Verbindung der Rotorblätter mit zwei Schwungrädern gewährleistet eine stabile Autorotationslandung.

Schwungräder dienen zum Ausgleichen des nicht konstanten Drehmoments bei Dampfmaschinen und Verbrennungsmotoren. Kurzzeitige Lastspitzen in Arbeitsmaschinen können durch Schwungräder und die darin gespeicherte Energie ausgeglichen werden und erlauben häufig einen deutlich kleineren Antriebsmotor, z. B. bei Stromerzeugeraggregaten zum Abdecken der bei Elektromotoren häufig sehr hohen Anlaufströme.

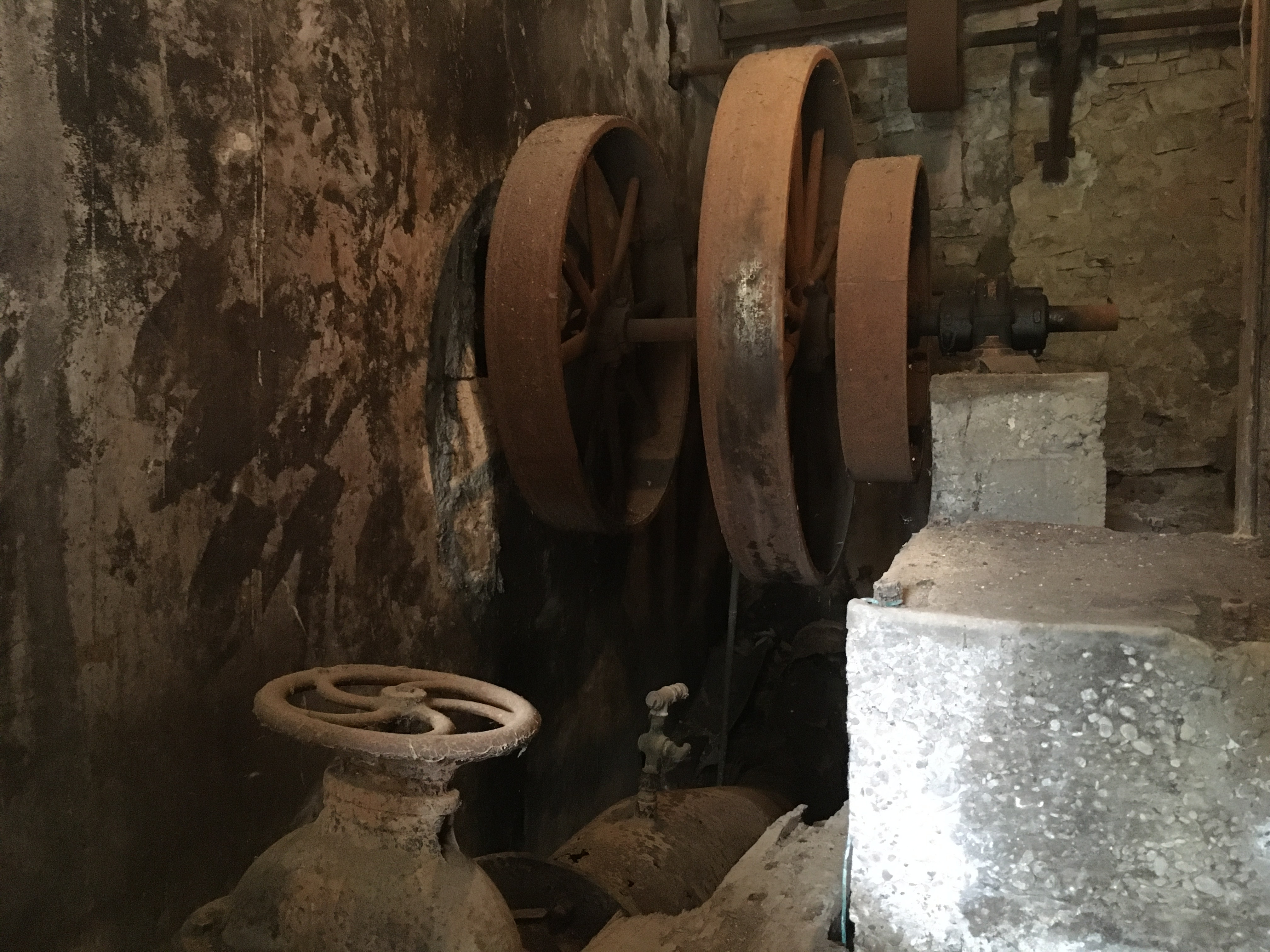
Schwungräder in einer alten Wassermühle

Auch im Bereich der frühen Hubschrauberentwicklung fanden Schwungräder ihre Verwendung. 1927 wurden im Unterschied zu den bis damals bekannten Trag- und Hubschraubern die Rotoren des Zaschka-Rotationsflugzeugs von Oberingenieur Engelbert Zaschka mit einer zwei Kreiseln wirksamen Schwungmasse zwangsläufig rotierend verbunden. Durch diese Anordnung konnte mit abgestelltem Motor ein gefahrloser senkrechter Gleitflug ausgeführt werden.
In den 1950er Jahren waren sowohl in Basel in der Schweiz als auch in Österreich sogenannte Gyrobusse im Einsatz. 1955 wurde in Leopoldsville (damals Belgisch-Kongo) eine Flotte von 12 Gyrobussen betrieben. Die Schwungräder stammten von der Maschinenfabrik Oerlikon und boten die Möglichkeit der Nutzbremse. In den 90er Jahren wurden in München und Bremen Busse mit Schwungradspeichern eingesetzt. Diese Busse bezogen ihre Energie für den Elektroantrieb ausschließlich von einem Schwungrad (Speicherinhalt 9,15 kWh). Sie konnten ohne Verbindung mit dem Stromnetz etwa 20 Kilometer zurücklegen. Dann mussten sie an Haltepunkten jeweils an das Stromnetz andocken, um das Schwungrad wieder aufzuladen. Diese Art der Energiespeicherung hat sich damals auch wegen technischer Unzulänglichkeiten nicht bewährt. Heutige Schwungräder arbeiten mit Magnetlagern und fast ohne Reibung in Vakuumgehäusen.